# Nicky Doll
Nicky Doll, nombre artístico de Karl Sanchez (Marsella, 14 de marzo de 1991), es una drag queen francesa que ejerce principalmente en Estados Unidos. Es conocida por haber participado en la duodécima temporada de RuPaul's Drag Race y ser la presentadora de Drag Race Francia, la edición francesa de la misma franquicia.

## Juventud
Karl Sanchez nació el 14 de marzo de 1991 en Marsella, en Bocas del Ródano. Vivió también un tiempo en San Martín y pasó su adolescencia en Tánger (Marruecos) donde indicó haber sido víctima de insultos a causa de su lado afeminado.

## Carrera
Karl Sanchez inició su carrera como maquillador antes de crear en 2009 de forma autodidacta su personaje de Nicky Doll, que describe como una «muñeca» de los años 1990. El nombre Nicky Doll viene de Nicki Minaj y de la palabra inglesa doll (en español: muñeca), que designa la versatilidad y las diferentes personalidades de su personaje. Apareció como tal en Féroce Magazine, Cosmopolitan y Volition Magazine. Trabajó en París antes de mudarse a San Francisco y luego se instaló en Nueva York en 2015. 

### RuPaul's Drag Race
El 23 de enero de 2020, Nicky Doll fue anunciada como una de las trece concursantes de la duodécima temporada de RuPaul's Drag Race, siendo la primera candidata francesa del programa.
Reconocida por su vestuario y consciente de sus inseguridades en relación con la barrera lingüística, Nicky Doll acabó en el undécimo lugar de la competición.
Nicky Doll fue elegida personalmente por RuPaul como maquilladora de Pete Davidson durante un episodio de Saturday Night Live presentado por RuPaul. Desde junio de 2022 presenta la versión francesa de la franquicia: Drag Race Francia.

## Vida privada
Karl Sanchez es abiertamente homosexual desde sus dieciocho años.

## Filmografía

### Televisión
| Año  | Título                       | Rol      | Notas                                                        | Ref. |
| ---- | ---------------------------- | -------- | ------------------------------------------------------------ | ---- |
| 2020 | RuPaul's Drag Race           | Él-mismo | Temporada 12 de RuPaul's Drag Race – Competidora, 11.º lugar |      |
| 2020 | RuPaul's Drag Race: Untucked | Él-mismo | Temporada 12 de RuPaul's Drag Race – Competidora, 11.º lugar |      |

### Web Series
| Año  | Título                          | Rol      | Notas                                | Ref.   |
| ---- | ------------------------------- | -------- | ------------------------------------ | ------ |
| 2020 | Miz Cracker's Review with a Jew | Él-mismo | Temporada 12, episodio 5 — Invitado  | [ 13 ] |
| 2020 | Whatcha Packin'                 | Él-mismo | Temporada 12, episodio 5 — Invitado  | [ 14 ] |
| 2020 | Bring Back My Ghouls            | Él-mismo | Invitado                             | [ 15 ] |
| 2021 | The Pit Stop                    | Él-mismo | Temporada 13, episodio 10 — Invitado | [ 16 ] |

## Discografía
| Año  | Título          | Artista                                   | Álbum  | Ref.   |
| ---- | --------------- | ----------------------------------------- | ------ | ------ |
| 2020 | I'm That Bitch  | The Cast of RuPaul's Drag Race, Season 12 | Single | [ 17 ] |
| 2020 | The Shady Bunch | The Cast of RuPaul's Drag Race, Season 12 | Single | [ 18 ] |